# Тиранчик-довгохвіст білогорлий
Тира́нчик-довгохві́ст білогорлий (Mecocerculus leucophrys) — вид горобцеподібних птахів родини тиранових (Tyrannidae). Мешкає в Андах та на Гвіанському нагір'ї. Виділяють низку підвидів.

## Підвиди
Виділяють одинадцять підвидів:

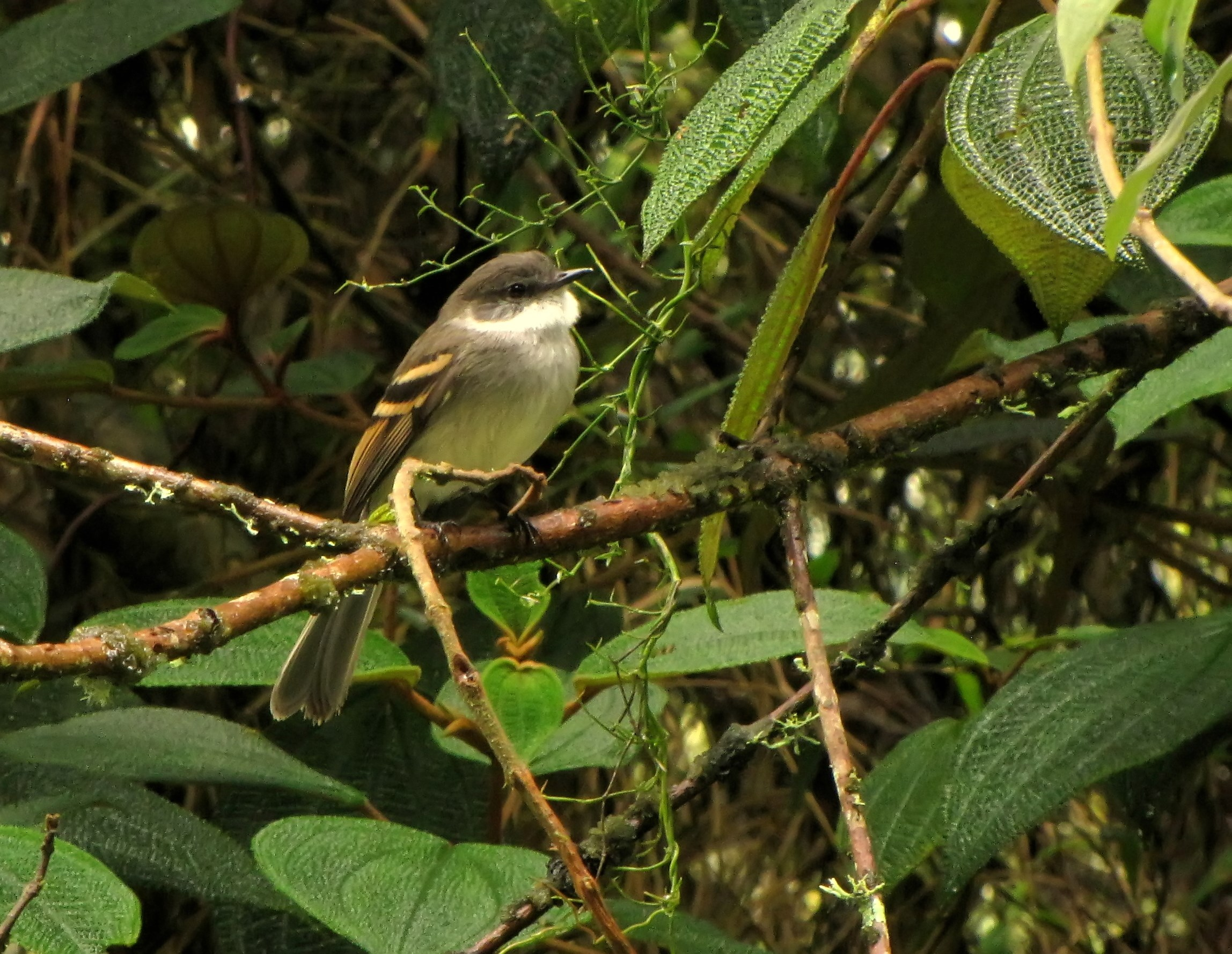
Білогорлий тиранчик-довгохвіст

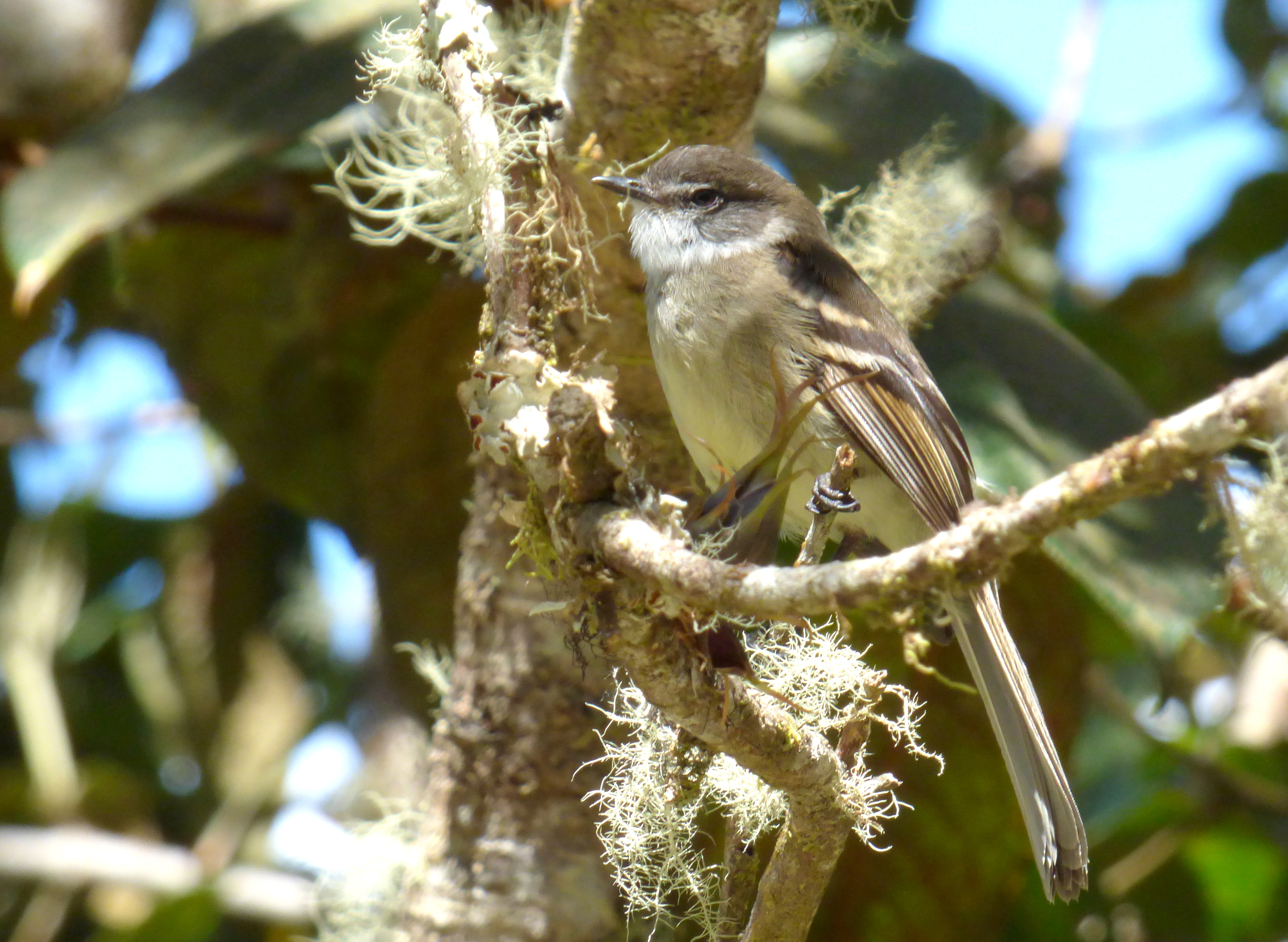
Білогорлий тиранчик-довгохвіст

- M. l. montensis (Bangs, 1899) — Сьєрра-Невада-де-Санта-Марта (північно-східна Колумбія);
- M. l. chapmani Dickerman, 1985 — тепуї на півдні Венесуели;
- M. l. nigriceps Chapman, 1899 — Кордильєра-де-Мерида, Прибержний хребет Анд, півострів Парія[en];
- M. l. notatus Todd, 1919 — Західний і Центральний хребти Колумбійських Анд;
- M. l. setophagoides (Bonaparte, 1845) — Східний хребет Колумбійських Анд, Сьєрра-де-Періха;
- M. l. parui Phelps & Phelps Jr, 1950 — тепуї на півдні Венесуели (Серро-Пару в штаті Амасонас);
- M. l. rufomarginatus (Lawrence, 1869) — Анди від південної Колумбії до західного Еквадору і північно-західного Перу (П'юра);
- M. l. roraimae Hellmayr, 1921 — центральна Венесуела (Амасонас, Болівар);
- M. l. brunneomarginatus Chapman, 1924 — центральне Перу (від Ла-Лібертада і Кахамарки до Куско);
- M. l. pallidior Carriker, 1933 — західне Перу (Анкаш);
- M. l. leucophrys (d'Orbigny & Lafresnaye, 1837) — Анди від південно-східного Перу до Болівії і північно-західної Аргентини (на південь до Ла-Ріохи).

## Поширення і екологія
Білогорлі тиранчики-довгохвости поширені в Андах на території Венесуелі, Колумбії, Еквадорі, Перу, Болівії і Аргентині, а також в тепуях Гвіанського нагір'я на півдні Венесуели та у прилеглих районах Бразилії і Гаяни. Вони живуть у вологих гірських тропічних лісах та у високогірних чагарникових заростях. Зустрічаються на висоті від 1300 до 4400 м над рівнем моря.